# Courchamps (Aisne)
Courchamps je francouzská obec v departementu Aisne v regionu Hauts-de-France. V roce 2012 zde žilo 94 obyvatel.

## Poloha obce
Sousední obce jsou: Hautevesnes, Licy-Clignon, Monthiers a Priez.

## Vývoj počtu obyvatel
Počet obyvatel